# Ninox
Ninox Hodgson, 1837 è un genere di uccelli della famiglia Strigidae.

## Tassonomia
Comprende le seguenti specie:
- Ninox rufa (Gould, 1846) - gufastore rossiccio
- Ninox burhani Indrawan & Somadikarta, 2004 - gufastore del Togian
- Ninox strenua  - civetta reale australiana
- Ninox connivens (Latham, 1802) - civetta ululante
- Ninox rudolfi A.B.Meyer, 1882 - civetta del principe Rodolfo
- Ninox boobook (Latham, 1802) - civetta sparviero meridionale
- Ninox novaeseelandiae (J.F.Gmelin, 1788) - gufastore della Nuova Zelanda
- Ninox scutulata (Raffles, 1822) - civetta sparviero bruna
- Ninox japonica (Temminck & Schlegel, 1844) - gufo boobbook
- Ninox randi Deignan, 1951 -
- Ninox obscura Hume, 1872 -
- Ninox affinis Beavan, 1867 - civetta sparviero delle Andamane
- Ninox superciliaris (Vieillot, 1817) - civetta sparviero del Madagascar
- Ninox philippensis Bonaparte, 1855 - civetta sparviero delle Filippine
- Ninox spilocephala Tweeddale, 1879 -
- Ninox mindorensis Ogilvie-Grant, 1896 -
- Ninox spilonotus Bourns & Worcester, 1894 -
- Ninox rumseyi Rasmussen et al, 2012 -
- Ninox leventisi Rasmussen et al, 2012 -
- Ninox reyi Oustalet, 1880 -
- Ninox ochracea (Schlegel, 1866) - civetta sparviero ocracea
- Ninox ios Rasmussen, 1999 - civetta sparviero 'cinnibar'
- Ninox squamipila (Bonaparte, 1850) - civetta sparviero delle Molucche
- Ninox hypogramma (G.R.Gray, 1861) -
- Ninox forbesi P.L.Sclater, 1883 -
- Ninox natalis Lister, 1889 - civetta sparviero di Natale
- Ninox theomacha (Bonaparte, 1855) - civetta sparviero di Bonaparte
- Ninox meeki Rothschild & Hartert, 1914 - civetta sparviero di Meek
- Ninox punctulata (Quoy & Gaimard, 1830) - civetta sparviero puntellata
- Ninox variegata (Quoy & Gaimard, 1830) - civetta sparviero delle Bismarck
- Ninox odiosa P.L.Sclater, 1877 - civetta sparviero della Nuova Britannia
- Ninox jacquinoti (Bonaparte, 1850) - civetta sparviero di Jacquinot
- Ninox sumbaensis Olsen, Wink, Sauer-Gürth & Trost, 2002 - civetta sparviero di Sumba